# Djaïli Amadou Amal
Djaïli Amadou Amal, född 1975 i Maroua, är en prisbelönad kamerunsk författare och feminist samt grundare av rörelsen Femmes du Sahel.

## Biografi
Djaïli Amadou Amal föddes i norra Kamerun. Hennes far är lärare och utbildad i bland annat juridik. Familjen tillhör folkgruppen fulani med hemspråket fulfulde. Föräldrarna var måna om vikten av skolgång vilket inte var självklart och hon var tidigt ett läsande barn. Vid 17 års ålder blev hon med släktens goda minne bortgift med en betydligt äldre man, vilket hon upplevde som en katastrof. Hon lämnade maken och inledde ett olyckligt månggiftesförhållande där hon fick två döttrar.
Som en reaktion på sitt öde och insikten att det kunde bli detsamma för döttrarna lyckades hon bryta upp och inledde sitt författarskap. Hon är nu gift för tredje gången och lever i Douala med maken som också är författare. Hon har grundat rörelsen Femmes du Sahel som syftar till att på flera olika sätt påvisa diskrimineringen av kvinnor och stärka kvinnornas situation i Kamerun och hela Sahelområdet.

## Författarskap
Debutromanen Walaande, l'art de partager un mari ("Walaande eller konsten att dela på en make") handlar om ett traditionellt månggifte med fyra kvinnors relation till en make. I Mistiriijo, la mangeuse d'âmes ("Mistirijo, själsslukerskan") är det den folkliga tron på existensen av personer som lägger beslag på andras själar; de har olika namn såsom Mistiriijo, Kaaramaajo, Deeraajo. De som anklagas för detta blir utstötta ur samhället.
Med Les Impatientes har hon fått sitt internationella genombrott. Den publicerades 2017 i Kamerun under titeln Munyal les larmes de la patience ("Munyal tålamodets tårar"). 2020 gavs romanen ut i Frankrike under titeln Les Impatientes. Huvudpersonen Ramla gifts bort som 17-åring med en man som redan har en hustru, Samira, och Ramlas syster blir också bortgift med en missbrukande och misshandlande kusin. Författaren tilldelades Prix Goncourt des Lycéens 2020 för romanen.
Bokförlaget Tranan gav ut en svensk översättning av Les Impatientes 2023 med titeln Tålamod.

### Översatt till svenska
- Tålamod (Les impatientes; översatt av Lisa Marques Jagemark), Bokförlaget Tranan, 2023.

## Priser och utmärkelser
- 2019, Prix Orange du livre en Afrique[11]
- 2020, Prix Goncourt des Lycéens[9]